# Bradysia longimentula
Bradysia longimentula är en tvåvingeart som först beskrevs av Mitsuhiro Sasakawa 1994.  Bradysia longimentula ingår i släktet Bradysia och familjen sorgmyggor. Inga underarter finns listade i Catalogue of Life.